# Candacia maxima
Candacia maxima är en kräftdjursart som beskrevs av Vervoort 1957. Candacia maxima ingår i släktet Candacia och familjen Candaciidae. Inga underarter finns listade i Catalogue of Life.